# Глускина, Анна Евгеньевна
А́нна Евге́ньевна Глу́скина (1904, Тюмень — 1994, Москва) — советский и российский учёный-японист, переводчица японской поэзии, доктор филологических наук (1972).

## Биография
Родилась в Тюмени в семье врача. С 1921 года училась на японском отделении Петроградского института живых восточных языков, а также на Восточном факультете Петроградского университета. Ученица академика Н. И. Конрада. С 1925 года работала в Музее антропологии и этнографии АН СССР.
В 1926 году в Ленинграде вышла маленькая книжка её переводов под названием «Песни Ямато». В 1928 году она посетила Японию, чтобы приобрести этнографическую коллекцию для японского отдела музея. С 21 февраля 1938 по 29 мая 1939 находилась под арестом и следствием.
В феврале 1942 года вместе с Институтом востоковедения АН СССР была эвакуирована в Фергану. В 1943 г. в Ташкенте защитила кандидатскую диссертацию «Японские кагура (истоки японского народного театра)».
Ей принадлежит перевод антологии «Манъёсю» («Собрание мириад листьев»), включающей в себя 4516 песен. Над этим переводом она работала с 1933 по 1957 год. Труд этот был опубликован в 1971—1972 годах. 15 февраля 1972 года перевод антологии был защищён в качестве докторской диссертации.
В 1988 году вышел сборник её переводов «Японская любовная лирика», куда вошли стихи, взятые из трёх лучших поэтических антологий VIII, Х и XIII веков.
Похоронена на Кунцевском кладбище.

## Основные работы
Книги
- Генетические связи японского народного театрального искусства, М., 1945;
- «Японские пятистишия» (1971);
- «Манъёсю („Собрание мириад листьев“)» (перевод, комментарии; т. 1—3, 1971—1972);
- Японская любовная лирика (перевод, составитель и комментарии). М., 1988.

Статьи
- Театр и религия в Японии (Из путевых наблюдений автора в Японии в 1928 г.) // Воинствующий атеизм. 1931. № 5. С. 123—145;
- Японский теневой театр // Советская этнография. 1936. № 3. С. 36-58;
- К вопросу об истоках японского театра и драмы // Академику И. Ю. Крачковскому. М., 1944. С. 127—156;
- Об истоках театра Но // Театр и драматургия Японии, М., 1965. С. 34-65;
- К изучению древнего стиля японской поэзии // «Народы Азии и Африки», 1967, № 3.
- Заметки о японской литературе и театре: Древность и средневековье. М., 1979.